# Scartelaos tenuis
Scartelaos tenuis är en fiskart som först beskrevs av Francis Day, 1876.  Scartelaos tenuis ingår i släktet Scartelaos och familjen smörbultsfiskar. Inga underarter finns listade i Catalogue of Life.